# Orde de Jaume I el Conqueridor
L'Orde de Jaume I el Conqueridor, establerta mitjançant el Decret del Consell Valencià 12/2008, de 1r de febrer, és una distinció civil lliurada per la Generalitat Valenciana que té per objecte distingir els mèrits excepcionals realitzats per persones o entitats que destaquen en els àmbits professional, econòmic, cultural, civil o social. També es lliura pels serveis prestats en favor del desenvolupament i progrés del País Valencià, la recuperació i dignificació de la seua cultura, identitat o símbols i la difusió dels valors autòctons del seu poble. Rep el seu nom en honor del rei Jaume I el Conqueridor.
En virtut del Decret del Consell 103/2008, d'11 de juliol, les persones i entitats que van rebre l'Alta Distinció de la Generalitat tenen concedida la Gran Creu i la Placa de l'Orde de Jaume I el Conqueridor. L'Orde compta amb quatre graus o categories:
- Gran Creu: Es concedeix a valencians per naixement o condició política. Comporta el tractament d'Excel·lent Senyor o Excel·lent Senyora.
- Creu: Reservada als mateixos destinataris que l'anterior, comporta el tractament d'Il·lustre Senyor o Il·lustre Senyora.
- Creu d'Honor: Concedida a persones no valencianes, el seu titular rep el mateix tractament que el grau anterior.
- Placa: Modalitat destinada a persones jurídiques, entitats i col·lectius.

La concessió dels graus de gran creu, creu d'honor i placa correspon al Consell, Consell de Govern de la Generalitat Valenciana, a proposta del seu president, que també ho és de l'orde. La concessió de grau de Creu es farà per decret del president de la Generalitat a iniciativa pròpia. Aquesta orde posseeix un llibre de registre propi, administrat per la secretaria de la mateixa, que el seu titular és un membre del Consell.

## Descripció de les insígnies
Les insígnies de l'Orde de Jaume I el Conqueridor s'imposen en una cerimònia solemne i van acompanyades d'un diploma acreditatiu.
1. Gran Creu: La seua insígnia consisteix en una placa realitzada en metall daurat, amb una longitud de 60 mil·límetres de diàmetre. Compta amb quatre braços iguals i simètrics de huit puntes. La seua part central o flama és d'esmalt carmesí i les seues vores, daurades. La seua medalla consisteix en un cercle de metall daurat de quinze mil·límetres de diàmetre en el centre del qual portarà gravat l'escut del País Valencià. La vora del cercle es troba decorat amb una cinta esmaltada de color blanc de tres mil·límetres en la qual està gravada en lletres daurades la llegenda «Ordre de Jaume I El Conqueridor» en el semicercle superior i «Generalitat» en l'inferior. La insígnia del grau de Gran Creu es porta pendent d'una cinta de 30 mil·límetres d'ample, de color blanc i amb la creu de Sant Jordi, presa d'un passador-sivella de metall daurat. Facultativament, existeix una insígnia pròpia de dama, amb la seua grandària reduïda a 40 mil·límetres de diàmetre i subjecta per un llaç doble amb caigudes, de color blanc amb franja central en roig.
2. Creu: Es representa amb una placa de metall daurat, de 60 mil·límetres de diàmetre, formada per quatre braços iguals amb huit puntes i simètrics, la part central dels quals o flama serà d'esmalt blau celest i les vores daurades. La seua medalla és la mateixa que l'emprada en la insígnia del grau de gran creu.
3. Creu d'Honor: La seus insígnia és idèntica a la del grau de creu excepte en el material empleat, que és metall platejat.
4. Placa: Consisteix en una placa de metall daurat, situada sobre peanya de fusta, de 30 centímetres per 20 centímetres. En la part superior central apareix reproduïda la insígnia de l'orde, amb una longitud de 40 mil·límetres de diàmetre. Sota la insígnia es pot llegir la llegenda «Ordre de Jaume I el Conqueridor». En la part central està gravat el nom de la institució condecorada i, al peu, la data de la concessió.

En el cas de les persones, juntament amb la insígnia principal, es lliuren altres d'idèntiques, però de menor grandària, com ara, miniatures o insígnies solapa, que també poden anar subjectes amb una cinta, de color blanc amb una franja central roja. També es lliura el títol acreditatiu, rubricat pel president de l'orde, que ho és també de la Generalitat Valenciana.

## Llista de condecorats
La següent taula recull les persones i entitats o col·lectius que han estat condecorats amb l'Orde de Jaume I el Conqueridor.
| Any  | Gran Creu de l'Orde | Creu de l'Orde          | Creu d'Honor de l'Orde | Placa de l'Orde |
| ---- | --- | ----------------------- | ---------------------- | --- |
| 2008 | Joan Carles I d'Espanya Josep Lluis Albinyana i Olmos Enric Monsonís Domingo Joan Lerma i Blasco Eduardo Zaplana Hernández-Soro José Luis Olivas Martínez Luis García Berlanga José María López Piñero Antonio Gutiérrez Vegara Enrique Ponce Martínez José Mir Pallardó Santiago Calatrava Valls Pere Maria Orts i Bosch Juan Roig Alfonso Santiago Grisolía García Antonio Cañizares Llovera Ricard Maria Carles i Gordó Agustín García Gasco Vicente Eduard Mira i Gonzàlez Felipe Garín Llombart Antonio Barberá Seva |                         | Roger H. Brown         | Tribunal de les Aigües de València Ciutat d'Alacant Festa d'Elx Federació de Societats Musicals de la Comunitat Valenciana Veïns del Municipi de Millares Membres de la Ponència Redactora de l'Estatut d'Autonomia Orfeó Universitari de València Consell Valencià de Cultura Universitat de València-Estudi General Ciutat de Castelló de la Plana Congregació de les Germanetes dels Ancians Desamparats Diputació d'Alacant Diputació de Castelló Diputació de València Ciutat de València |
| 2009 | Vicente Sala Belló José Ramón García Antón Ricardo García Cerdán Vicenç Ferrer i Moncho Pedro Cavadas Rodríguez |                         | Mikhaïl Gorbatxov      | Associació Valenciana de la Caritat Col·legi d'Advocats de València |
| 2010 | Antonio Gil Olcina | Raül Albiol i Tortajada | Zubin Mehta            | |
| 2011 | Vicente Barrera Simó |                         | Lorin Maazel           | Ford Motor Company |
| 2012 | Agustín Escardino Benlloch |                         |                        | Unitat Militar d'Emergències |
| 2013 | José María Dolls Samper Manuel Miguel Colonques Moreno Héctor Colonques Moreno |                         |                        | Lo Rat Penat |
| 2014 | Adolfo Suárez González † Avelino Corma Canós Manuel Peláez Castillo Felip VI d'Espanya |                         |                        | |
| 2015 | Ramón Peleguero Sanchis 'Raimon' |                         |                        | Associació de Víctimes de Metro 3 de Juliol |
| 2017 | Joan Manuel Serrat i Teresa Hortensia María Herrero Chacón Adela Cortina Orts |                         |                        | |
| 2018 | Carmen Alborch Bataller |                         |                        | Dispositiu «Esperança del Mediterrani» |
| 2019 | Francisco Brines Bañó Laura Pastor Collado † Francis Montesinos Rosa Serrano i Llàcer |                         |                        | |

Notes
La creu † indica que la condecoració ha estat concedida a títol pòstum.
1. ↑  En representació de totes les bandes de música del País Valencià.